# دوري بليز لكرة القدم
دوري بليز لكرة القدم هو الدوري الوطني لكرة القدم في بليز، البطل الحالي هو نادي بيلموبان.